# Hostias et preces
Hostias et preces is een onderdeel van het requiem, de mis die wordt gezongen voor een overledene. Het deel hoort bij dat gedeelte van de mis dat offertorium (offerzang) wordt genoemd. Meer in het bijzonder is het een deel van het Domine Jesu Christe uit datzelfde offertorium. Verschillende componisten, waaronder Wolfgang Amadeus Mozart (Requiem), Giuseppe Verdi (Messa da Requiem), Saint-Saëns (Requiem), Gabriel Fauré (Requiem) en Benjamin Britten (War Requiem) hebben een apart deel voor het Hostias ingeruimd.
De tekst van het deel is typerend voor het misoffer: hier worden de gaven (en al het menselijk streven) opgedragen aan God, in de hoop dat Hij zijn belofte aan Abraham (namelijk dat Hij alle mensen zal verlossen uit de dood), gestand zal doen.

## Tekst
Hostias et preces tibi, Domine, laudis offerimus;
tu suscipe pro animabus illis,
quarum hodie memoriam faciemus:
fac eas, Domine, de morte transire ad vitam!
Quam olim Abrahae promisisti
et semini eius.

## Vrije Nederlandse vertaling
Wij offeren U en brengen gebeden vol lof
Opdat U ze ontvange, ten behoeve van de zielen
die wij vandaag gedenken
En maak hen, heer, levend uit de dood
zoals voorzegd is aan Abraham
en zijn nageslacht.